# Szent Megváltó-templom (Cetina)
A cetinai Szent Megváltó-templom egy 9. századi ószláv templomrom Horvátországban az azonos nevű folyó forrásánál fekvő, Šibenik-Knin megyei Civljane községhez tartozó Cetina településen. Ez Horvátország egyik legjobb állapotban fennmaradt koraközépkori szakrális építménye és az egyetlen, melynek a nyugati homlokzat előtt levő tornya ma is áll.

## Fekvése
A templomrom Cetina belterületének középső részén, a temető közepén található.

## Története
A falu a Cetina folyóról kapta a nevét, melyet már a 10. században említ Bíborbanszületett Konstantin bizánci császár a birodalom kormányzásáról írt művében. A templom a 9. század utolsó negyedében épült Branimir horvát fejedelem uralkodása idejében. Építtetője Gastika (Gostiha) cetinai zsupán, amint azt az oltárkorlát megtalált töredékein rögzítik, anyja és fiai emlékére.  A templom építési módja csaknem megegyezik az innen 25 km-re található Knin melletti Biskupija régi horvát templomával. Ennek alátámasztására az ásatások során több épülettöredéket és az egykori berendezésnek az ószláv templomokra jellemző, fonattal díszített darabjait találták meg. Közülük a legfontosabb az architráv felszentelő felirata, amelyből megtudható, hogy az egyházat Krisztusnak szentelték, Gastika zsupán és fia, Nemira parancsára. A templom körül több mint 1100 régi ószláv sír is található gazdag mellékletekkel. 
Magában a templomban több sírt találtak, amelyek közül a legtöbb (több mint 800) eredetileg síremlék volt. A westwerkkel és három apszissal rendelkező templom alakja, valamint a talált régészeti leletek alapján megállapítást nyert, hogy a korabeli helyi kultúrára jelentős befolyással volt a Frank Birodalom. A legértékesebb lelet az aranyozott karoling füstölő. Feltehetően azoké a frank misszionáriusoké volt, akik a 8. század végén és a 9. században keresztelték meg a horvátokat.
A templomról az első írásos említés a középkorban a spliti egyházi zsinat 1185-ban kelt záróokmányában található, amikor a nagy területű spliti érsekséget új egyházmegyékké szervezték át, melyeket Kninben, Zenggben, Korbavában és Tomislavgradban alapítottak. A 13. és 14. század folyamán. a templomot bővítették, a diadalívet és a középső apszist lebontották és négyszögűvé újjáépítették, de az építők a diadalív északi pilaszterén egy kőgerenda fonatos díszítésű töredékét meghagyták.
A 15. század elején Hrvoje Vukčić Hrvatinić, bosnyák király és spalatói herceg  megerősítette a Vrlika feletti Prozor várát, ezért a lakosság nagy része a templom (Vrh Rika) környékéről Vrlikára költözött, ahol bízhatott az erőd védelmében. A török 1492-es inváziója után a templom jelentős károkat szenvedett, és a lakosság sokáig Vrlikán maradt. A 17. században a templom környékét boszniai muzulmán, szerb és görög katolikus népesség lakta, többnyire ortodoxok, akiknek sírjai ma is keverednek régi horvát sírokkal.

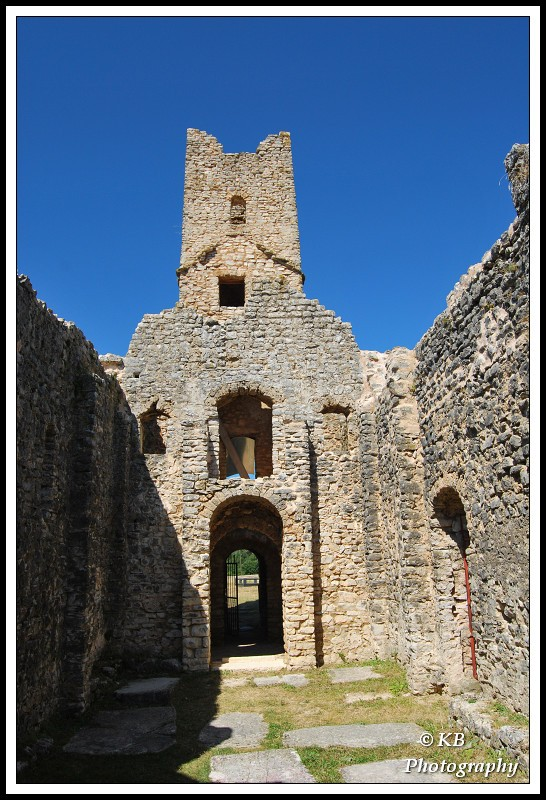
A templom belső tere

A régészeti feltárásokat ezen a helyen először Lujo Marun atya kezdte el a helyi ortodox lakosság ellenérzésétől kísérve. Ő készítette 1894-ben az első ismert fényképet a templomról, amely rendkívül értékesnek bizonyult a jövő kutatói számára, mivel a fénykép a templom falának olyan részeit ábrázolja, amelyek már nem léteznek. Erőfeszítései ellenére Marun nem tudta befejezni munkáját, így nem tudott meggyőző bizonyítékot felmutatni a templom eredetéről. Ezután a horvát történész és régész Stjepan Gunjača kutatta a területet, aki a templomban több, fonattal díszített töredéket talált, amelyek közül a legfontosabb az oltár előépítményének feliratos arhitrávja volt.  Közben a szerb ortodox egyház és a szerb lakosság azt terjesztették a közvéleménynek, hogy ez az épület egy szerb ortodox Krisztus mennybemenetele templom, bár ötszáz évvel az érkezésük előtt épült. A szerbek híresztelését a szerb régészet megalapítója, Miloje Vasić is megerősítette, aki „Krisztus Mennybemenetele templomáról” beszélt, amelyet „a 14. század végén Stevan Tvrtko, a boszniai szerb ortodox király építtetett szerb alattvalóinak Cetinán”. Ezt cáfolják azok a régészeti és történelmi bizonyítékok, amelyek a templom és a környező sírok alapozását legkésőbb a 10. századra datálják. 1983 közepén a dragovići ortodox kolostorból érkezett papok a kora középkori beépített fonatos töredéket összezúzták, és a homlokzat, valamint az északi fal bejáratait rácsos vasajtóval zárták le. Az ablakokat szárazon rakott kőfallal építették be, majd ortodox liturgiát tartottak. Ennek következtében a délszláv háború során a templomot a szerbek nem rombolták le, sőt Ilija Protić tervei szerint rekonstruálni is szándékoztak, aki kupolát épített volna a főhajó fölé.
Régen a vrlikai és kijevói katolikus hívők körmenetben zarándokoltak el a Szent Megváltó templom romjaihoz, majd a Spasovo (Urunk mennybemenetele) ünnep körmeneteit több mint ötven évre betiltották. A Spasovo ünneplését csak a Vihar hadművelet után kezdték újra, és abban az évben 1996 a fonatos dísz másolatát helyezték az eltüntetett régi helyére. Mára a horvát építészeti örökséghez tartozó templomon a szerb beavatkozásokat eltávolították, de a Spasovo ünnepe alkalmával a helyi lakosság provokációi továbbra sem álltak le. 

## Leírása
A templom, mely eredeti ószláv építészetével tűnik ki nagyméretű, zúzott kőből épült. Egyhajós, hosszúkás épület, három apszissal, illetve hármas szentéllyel. Később a központi apszist lebontották, és egy nagyobb, szögletesre cserélték. A templomban a hajó kétszintes  előterében (westwerk)  található a zömök harangtorony, falait félkörös tartóoszlopok (féloszlopok) támasztják alá, amelyek erődítmény benyomását keltik. A karoling „westwerk” eredete és célja nem teljesen világos. Az egyik értelmezés szerint az előcsarnok az uralkodó (adományozó vagy más főméltóság) magántere a templomon (vagy kolostoron) belül, a főúri  kriptával, az emeleten pedig a kápolnával jelképezi a feudális állam és az egyház egységét, melynek liturgikus funkciói összeolvadnak egy új hűbérúri funkcióival (amely bizánci uralom alatti Dalmáciában nem létezett).  Az építtető személyéből következően nyilvánvaló, hogy az építkezés során a karolingi udvari építészet példájának utánzására törekedtek.

## Fordítás
Ez a szócikk részben vagy egészben  a   Crkva sv. Spasa na vrelu Cetine című horvát Wikipédia-szócikk ezen változatának fordításán alapul.  Az eredeti cikk szerkesztőit annak laptörténete sorolja fel. Ez a jelzés csupán a megfogalmazás eredetét és a szerzői jogokat jelzi, nem szolgál a cikkben szereplő információk forrásmegjelöléseként.